# Dmitri Tsjernov
Dmitri Valentinovitsj Tsjernov (Russisch: Дмитрий Валентинович Чернов) is een Russische jongleur en zoon van de artiest Valentin Tsjernov. Hij is bekend geworden door zijn vernieuwende technieken in het jongleren.

## Kenmerken
Tsjernov onderscheidt zich van andere jongleurs door het gebruiken van grotere ballen, veel make-up en opvallende kledij. Hij specialiseert zich in het veranderen van aantal ballen tijdens het jongleren, en bedacht hier een systeem voor waarbij de ballen bijgehouden worden in kelken die aan zijn kledij hangen. Hij treedt meestal op als de Juggler Shaman ("jonglerende sjamaan"), waarbij hij tijdens het jongleren trage bewegingen simuleert uit gevechtssporten. Hij combineert verschillende jongleerstijlen, namelijk contactjongleren, stuiterjongleren, siteswaps, theaterstijl en de circusstijl. Sommige van zijn acts gaan samen met dans en zang.

## Prijzen
- "General Special Prize" in het 7e internationale circusfestival van Boedapest
- Bronzen medaille in het 27e "Festival Mondial Du Cirque De Demain" van Parijs
- Bronzen medaille in het 5e circusfestival van Moskou
- Zilveren medaille in het 18e circusfestival van Monte Carlo